# آرتور اورمستون
آرتور اورمستون (انگلیسی: Arthur Ormston; ۳ ژوئن ۱۹۰۰ – ۱۳ اکتبر ۱۹۴۷) بازیکن فوتبال اهل بریتانیا بود.
از باشگاه‌هایی که در آن بازی کرده‌است می‌توان به باشگاه فوتبال بلیث اسپارتانس، باشگاه فوتبال اولدهام اتلتیک، و باشگاه فوتبال بارو اشاره کرد.